# Coordenação motora
Coordenação motora é a capacidade de usar de forma mais eficiente os músculos esqueléticos (grandes músculos), resultando em uma ação global mais eficiente, prática e econômica. Este tipo de coordenação permite a criança ou adulto dominar o corpo no espaço, controlando os movimentos mais rudes. Podemos perceber uma boa coordenação motora verificando a agilidade, velocidade e a energia que se demonstra.
Ex.: andar, pular, rastejar, escrever, rolar, etc.

## Categorias da coordenação motora
A coordenação motora é dividida em quatro categorias principais, que são a coordenação motora grossa, a coordenação motora geral, coordenação motora específica e a coordenação motora fina, como podemos ver a seguir:

### Coordenação motora grossa
Na coordenação motora grossa, verificamos o uso de grupos de músculos maiores e o desenvolvimento de habilidades como correr, pular, chutar, subir e descer escadas, que podem ser desenvolvidas a partir de um plano sistemático de exercícios e atividades esportivas. Faz parte das habilidades motoras fundamentais e conta com uma menor precisão de movimentos. 

### Coordenação motora geral
A coordenação motora geral é a capacidade que as pessoas têm é de usar os músculos esqueléticos da melhor maneira possível. Esse tipo de coordenação motora faz com que os adultos e as crianças consigam dominar os próprios corpos e assim controlar todos os movimentos, até os mais rudes. A coordenação motora geral é essencial para que as pessoas andem, rastejem, pulem e façam outros exercícios do mesmo tipo. 

### Coordenação motora específica
A coordenação motora específica permite que as pessoas possam controlar os movimentos específicos para realizar um tipo determinado de atividade. Por exemplo, para chutar uma bola, o corpo precisa de uma determinada coordenação motora, para jogar basquete, uma coordenação motora diferente, e assim sucessivamente.

### Coordenação motora fina
Por fim, a coordenação motora fina, é responsável pela capacidade que nós temos de usar de forma precisa e mais eficiente os pequenos músculos que estão no nosso corpo, para que assim eles produzam movimentos mais delicados e bem mais específicos que outros tipos de coordenação motora. A coordenação motora fina é usada quando vamos costurar, para escrever, para recortar algo, para acertar um alvo (não importando o tamanho) ou até mesmo para digitar; tudo isso acontece por causa da coordenação motora fina. Pode-se dizer que trata-se de uma coordenação "mão-olho".

## Consequências do não desenvolvimento da coordenação motora
As consequências do não desenvolvimento da coordenação motora são principalmente a noção espacial prejudicada, lateralidade precária e o tempo de reação defasado.
“Crianças que apresentam sintomas de transtorno do desenvolvimento da coordenação (''TDC'') aos sete anos de idade podem correr maior risco de sofrer depressão e outros problemas de saúde mental a partir dos dez anos”. Essa é a conclusão de um estudo desenvolvido da Universidade de Bristol, na Grã-Bretanha. “Crianças com TDC têm problemas de habilidade motora e encontram dificuldades em realizar atividades do cotidiano, como amarrar os cadarços, andar de bicicleta, escrever e praticar desporto”.
Consequências do transtorno do desenvolvimento da coordenação incluem participação reduzida em brincadeiras e esportes de equipe; autoestima e sentimento de valor próprio baixos; problemas emocionais e comportamentais; prejuízo no desempenho acadêmico; baixa aptidão física; atividade física e entre outros.